# 吳麒紳
吳麒紳, 台南將軍人, 從小隨叔公學習白鶴拳術, 對武術非常熱衷, 常與人切磋學習, 當兵回來, 民國六十年左右, 開始跟王嘉祥學習楊式太極廣平架, 在機緣下, 王嘉祥拜杜毓澤為師, 有了學習陳氏太極拳的機會, 吳麒紳用行動表明了想學的決心, 終於誠心感動王嘉祥, 通過王嘉祥的考驗, 開始了陳氏太極拳學習之旅。

## 傳承推廣
民國六十年左右,吳麒紳先與王嘉祥學習楊氏太極拳廣平架、太極刀、太極劍、龍門功法, 於民國68年6月3日拜陳家溝第十七世杜毓澤的大弟子王嘉祥為師, 學習老架、新架、砲捶, 之後王嘉祥引薦吳麒紳從麻豆坐車至台北跟著杜毓澤學習。
民國68年9月, 吳麒紳奉持王嘉祥給的介紹名片訪求趙堡鎮太極拳王晉讓, 在高雄市訪求王晉讓整整一年多, 民國69年11月29日 ，吳麒紳和楊世昌如願拜訪王晉讓, 懇切請求傳授, 王晉讓終於允許吳麒紳和楊世昌每星期六去高雄王晉讓家裡學習, 吳麒紳和楊世昌兩人風雨無阻, 每星期六一定去高雄學習, 王晉讓深受感動。
目前, 吳麒紳在台南市曾文社區大學（页面存档备份，存于）(真理大學麻豆分校)推廣陳氏太極拳老架, 新架（页面存档备份，存于）,  推手（页面存档备份，存于）, 在台南市麻豆區總爺藝文中心推楊氏太極拳廣平架（页面存档备份，存于）, 培育出許多優秀的教練群（页面存档备份，存于）與學生。

## 心得分享
- 杜公毓澤宗師台灣首傳陳式太極拳之四大特點
- 概談陳氏太極拳的修、鍊、養（页面存档备份，存于）
- 陳氏太極拳勁漫談（页面存档备份，存于）
- 陳氏太極拳修練養次第說（页面存档备份，存于）
- 楊氏太極拳廣平架影片欣賞--吳麒紳（页面存档备份，存于）

## 弟子
陳家宜, 陳志修, 陳啟辰, 周倍甲, 曾壬保, 王金黨

## 外部連結
- 杜毓澤體系陳氏太極(麻豆吳麒紳)

## 參看
- 拳術發展歷史
- 武術
- 太極
- 太極拳
- 陳氏太極拳
- 趙堡太極拳
- 楊氏太極拳